# Dichostates strandi
Dichostates strandi là một loài bọ cánh cứng trong họ Cerambycidae.